# Фаворський Лев Іванович
Лев Іванович Фаворський (рос. Лев Ива́нович Фаво́рский, нар. 1893, Москва — пом.1963, Москва) — російський футболіст, який виступав на позиції воротаря. Грав за клуб «Сокольницький клуб спорту» з Москви. Входив до складу олімпійської збірної Росії з футболу на Літніх Олімпійських іграх 1912 року. Після завершення виступів на футбольних полях — доктор хімічних наук, викладач низки московських вищих навчальних закладів.

## Біографія
Лев Фаворський народився в Москві. Футболом розпочав займатися випадково — у 1908 році в аматорського клубу «Три зірочки» з непередбачуваних причин був відсутній воротар, і 15-річний Фаворський запропонував себе як заміну воротаря. Дебют молодого футболіста виявився успішним, і він невдовзі стає основним воротарем команди, а з наступного року грає в сильнішій залізничній команді «Братовщина». У 1910 році Фаворський стає гравцем одного із найсильніших на той час російських клубів «Сокольницький клуб спорту». Після переходу до сильнішого клубу Фаворський одночасно став воротарем футбольної збірної Москви.
У 1912 році збірна Російської імперії отримала запрошення для участі в літніх Олімпійських іграх 1912 у Стокгольмі. Для відбору гравців Російський футбольний союз вирішив провести матч між збірними Москви та Санкт-Петербурга для визначення гравців, які поїдуть на Олімпійські ігри. Лев Фаворський відразу забронював собі місце основного воротаря збірної. Проте на самій Олімпіаді російська збірна виступила вкрай невдало, програвши в першому матчі збірній Фінляндії 1-2, а у втішному матчі поступилась збірній Німеччини з рахунком 0-16. Більшість тогочасних оглядачів зазначають, що причинами поразок збірної Росії була не погана гра воротаря, а загальна незіграність команди. У 1912 році Фаворський зіграв ще 2 товариські матчі у складі збірної, проте в другому з них зі збірною Угорщини він отримав травму коліна, що призвело до передчасного завершення його виступів за збірну та найсильніші російські клуби.
Після завершення виступів на футбольних полях Лев Фаворський закінчив фізико-математичний факультет Московського державного університету, здобув науковий ступінь доктора хімічних наук, тривалий час працював професором кафедри хімії Всесоюзної промислової академії легкої промисловості та Московського поліграфічного інституту. Помер Лев Іванович Фаворський у 1969 році.